# Apeadero de Nespereira
Nota: No confundir con el antiguo Apeadero de Nespereira do Vouga, en la Línea de Vouga.
El Apeadero de Nespereira es una plataforma ferroviaria de la Línea de Guimarães, que sirve a la localidad de Nespereira, en el ayuntamiento de Guimarães, en Portugal.

## Historia

### Inauguración
Este apeadero se encuentra en el tramo de la Línea de Guimarães entre las estaciones de Vizela y Guimarães, que entró en servicio el 14 de abril de 1884.